# Kislippó
Kislippó es un pueblo ubicado en el distrito de Siklós, en el condado de Baranya, Hungría.

## Superficie
Posee una superficie de 8,370 kilómetros cuadrados.

## Demografía
Hasta 2019 la población era de 284 habitantes, con una densidad de población de 33,93 habitantes por kilómetro cuadrado.